# 直驅式機構
直驅式機構（Direct drive mechanism）是指一設備的動力來源直接由电动机提供，中間沒有經過像變速箱或是皮帶之類的減速機構。對應的馬達會稱為直驅馬達（direct drive motor），也會簡稱DD馬達，轉速較低的DD馬達因為其轉矩會比相同功率的馬達要高，因此也會稱為轉矩馬達或是力矩馬達。

## 優點
- 提昇效率：功率不會消耗在減速機構中，皮帶、鏈條或變速箱中元件的摩擦上。
- 降低噪音：因為設備較簡單，零件較少，直驅式機構也比較不會產生振動，產生的噪音也比較小。
- 延長壽命：可動件較少也表示容易損壞的零件變少了。一般系統的損壞多半來自零件的老化（例如皮帶的拉伸）或是應力。
- 低轉速下的高轉矩。
- 反應快且精準的定位：減少傳動機構也可以避免傳動機構對定位的影響，若是馬達改用低慣量的永久磁鐵馬達，低慣量也會讓定位反應加快。
- 驅動的剛性：沒有變速箱或滑珠螺桿等機構，也避免了機械上的背隙、磁滯及彈性等相關問題。

## 缺點
直驅式機構的主要缺點就是需要特製的电动机。一般电动机會設計在較高轉速（例如1500或是3000rpm時才會有最大轉矩。這様的特性適用於許多應用場合（例如風扇），但其他的機構需要在非常低的轉速下有較大的轉矩，例如留聲機轉盤，需要固定在33 1/3 rpm或45 rpm（而且要很精確）。
較慢的馬達其體積也會比（應用在較高轉速下的）標準馬達要大。例如皮帶驅動的留聲機轉盤，其馬達直徑為2.5 cm，若是直驅式留聲機轉盤，直徑為10 cm。因為非直驅式的機構可以用減速機構使實際負載的轉速下降，而提高負載上的轉矩，相對而言，直驅式機構的馬達就要產生夠大的轉矩。
直驅式機構需要比較精準的控制機械。有減速機的馬達其慣量較大，會讓輸出的運動變的較平緩。大部份馬達會有位置的轉矩漣波，稱為磁卡力矩。在高速馬達上，磁卡力矩的頻率較高，不致影響系統特性。而直驅式機構下，馬達的轉矩漣波比較容易影響系統，需要加慣量（例如飛輪）或是系統加入回授才能改善。

## 應用
直驅式機構應用在許多的產品中：

### 高速
- 风扇：不需精準，轉速依風扇而定，約在1000至12000 rpm之間。
- 硬盘：需非常精準，轉速有5400、7200、10000、15000 rpm等。
- 錄影機：需非常精準，轉速1800 rpm（NTSC）或1500 rpm（PAL）。
- 縫紉機：依機種，轉速可能是3000 rpm到5000 rpm。
- 数控机床：数控机床的轉盤需要快而且精準。
- 洗衣機：最高到1600 rpm。

### 中速及可變速
- 软盘。
- 光盘驱动器：CD會直接耦合在转子上，播放音樂的轉速是250至500rpm，若是配合電腦使用，轉速會更高。

### 非常低的轉速
- 唱片留聲機：速度需非常精準，速度會是78, 33 1/3或45 rpm。
- 望遠鏡架台：速度需非常精準，24小時會轉一圈。

### 其他應用
- 洗衣機：像Fisher & Paykel（英语：Fisher & Paykel）、LG集团、三星集团、惠而浦及东芝等廠商有生產直驅式的洗衣機，洗衣滾筒直接裝在馬達上，取代較低效率的皮帶驅動或是配合減速機的機種。
- 火車：1919年的Milwaukee Road class EP-2（英语：Milwaukee Road class EP-2）電車是直接用馬達驅動火車的輪軸。東日本旅客鐵道（JR East）在2002年1月架設了實驗性的JR東日本E993系電力動車組电联车（EMU），稱為AC Train，測試在電聯車使用直驅馬達的可行性。此技術後來應用在JR東日本E331系電聯車，在2007年開始在京葉線上行駛。
- 車輛：自19世紀後期開始就有車轂馬達（英语：Wheel hub motor），在21世紀開始用在電動車上。
- 風力發動機（參考無齒輪風力發動機（英语：Gearless wind turbine））：許多公司都有開發風力發電的直驅式發電機，目的是在提昇效率，也降低維護成本[1][2]。
- 車輛：例如電動單輪車（英语：Electric unicycle）、高輪單車（英语：penny-farthing）及兒童的自行三轮车。